# Babušnica
Babušnica (en serbe cyrillique : Бабушница) est une ville et une municipalité de Serbie situées dans le district de Pirot. Au recensement de 2011, la ville comptait 4 578 habitants et la municipalité dont elle est le centre 12 259.

## Géographie
La municipalité de Babušnica se trouve au sud-est de la Serbie, dans la vallée de la Lužnica, qui se trouve à une altitude comprise entre 470 et 520 mètres. La vallée est entourée par les monts de la Suva planina à l'ouest, par les monts Ruj au sud et par la Vlaška planina au nord-ouest. Le point culminant s'élève à 1 535 m.
La municipalité de Babušnica est bordée par la municipalité de Gadžin Han au nord-ouest, par celle de Bela Palanka au nord, celles de Pirot et Dimitrovgrad à l'est, par la Bulgarie au sud et par les municipalités de Crna Trava et de Vlasotince à l'ouest.

## Liste des localités de la municipalité de Babušnica

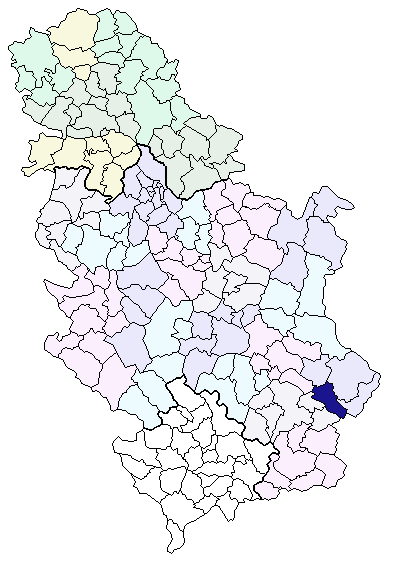
Localisation de la municipalité de Babušnica en Serbie

La municipalité de Babušnica compte 53 localités :
| - Aleksandrovac - Babušnica - Berduj - Berin Izvor - Bogdanovac - Bratiševac - Brestov Dol - Vava - Valniš - Veliko Bonjince - Vojnici - Vrelo - Vuči Del - Gornje Krnjino | - Gornji Striževac - Gorčinci - Grnčar - Dol - Donje Krnjino - Donji Striževac - Draginac - Dučevac - Zavidince - Zvonce - Izvor - Jasenov Del - Kaluđerovo - Kambelevci | - Kijevac - Leskovica - Linovo - Ljuberađa - Malo Bonjince - Masurovci - Mezgraja - Modra Stena - Našuškovica - Ostatovica - Preseka - Provaljenik - Radinjinci - Radosinj | - Radoševac - Rakita - Rakov Dol - Raljin - Resnik - Stol - Strelac - Studena - Suračevo - Crvena Jabuka - Štrbovac |

Babušnica est officiellement classée comme une « localité urbaine » (en serbe : градско насеље et gradsko naselje) ; toutes les autres localités sont considérées comme des « villages » (село/selo).

## Démographie

### Ville

#### Évolution historique de la population dans la ville
| 1948 | 1953 | 1961 | 1971  | 1981  | 1991  | 2002  | 2011  |
| ---- | ---- | ---- | ----- | ----- | ----- | ----- | ----- |
| 603  | 749  | 972  | 1 668 | 2 906 | 4 270 | 4 575 | 4 578 |

### Municipalité

#### Répartition de la population par nationalités (2002)
La plupart des villages sont habités majoritairement par des Serbes ; en revanche, Berin Izvor, Zvonce, Jasenov Del, Našuškovica et Preseka possèdent une majorité de peuplement bulgare. Vuči Del possède une majorité relative de Bulgares et Rakita une majorité relative de Serbes.

## Politique

### Élections locales serbes de 2004
À la suite des élections locales serbes de 2004, les 37 sièges de l'assemblée municipale de Babušnica se répartissaient de la manière suivante :
| Parti                        | Sièges |
| ---------------------------- | ------ |
| DPS                          | 10     |
| Parti démocratique           | 8      |
| Parti socialiste de Serbie   | 8      |
| Parti radical serbe          | 4      |
| Parti démocratique de Serbie | 3      |
| Mouvement serbe du renouveau | 2      |
| Mouvement Force de la Serbie | 2      |

### Élections locales de 2008
À la suite des élections locales serbes de 2008, les 37 sièges de l'assemblée municipale de Babušnica se répartissaient de la manière suivante :
| Parti                                                                         | Sièges |
| ----------------------------------------------------------------------------- | ------ |
| G17 Plus - Mouvement pour la Lužnica                                          | 9      |
| Nouvelle Serbie                                                               | 7      |
| Parti socialiste de Serbie - Parti des retraités unis de Serbie - Serbie unie | 5      |
| Parti démocratique de Serbie                                                  | 4      |
| Parti radical serbe                                                           | 4      |
| Liste « Coalition pour la Lužnica » - Mouvement serbe du renouveau            | 4      |
| Parti démocratique                                                            | 3      |
| Parti démocratique des Bulgares                                               | 1      |

Slavoljub Kostić, membre du parti Nouvelle Serbie de Velimir Ilić, a été élu président (maire) de la municipalité ; il dirigeait une coalition composée de Nouvelle Serbie et du Parti démocratique de Serbie.

## Tourisme
Le centre touristique le plus important de la municipalité est la station thermale de Zvonačka Banja, qui se trouve à 28 km à l'est de Babušnica.

## Sport
Babušnica possède un club de football, le FK Lužnica Babušnica.

## Coopération internationale
Babušnica a signé des accords de partenariat avec les villes suivantes :
- Slivnica (Bulgarie)
- Tran (Bulgarie)
- Pljevlja (Monténégro)
- Sevnica (Slovénie)
- Nea Peramos (Grèce)